# Villa Franck (Murrhardt)

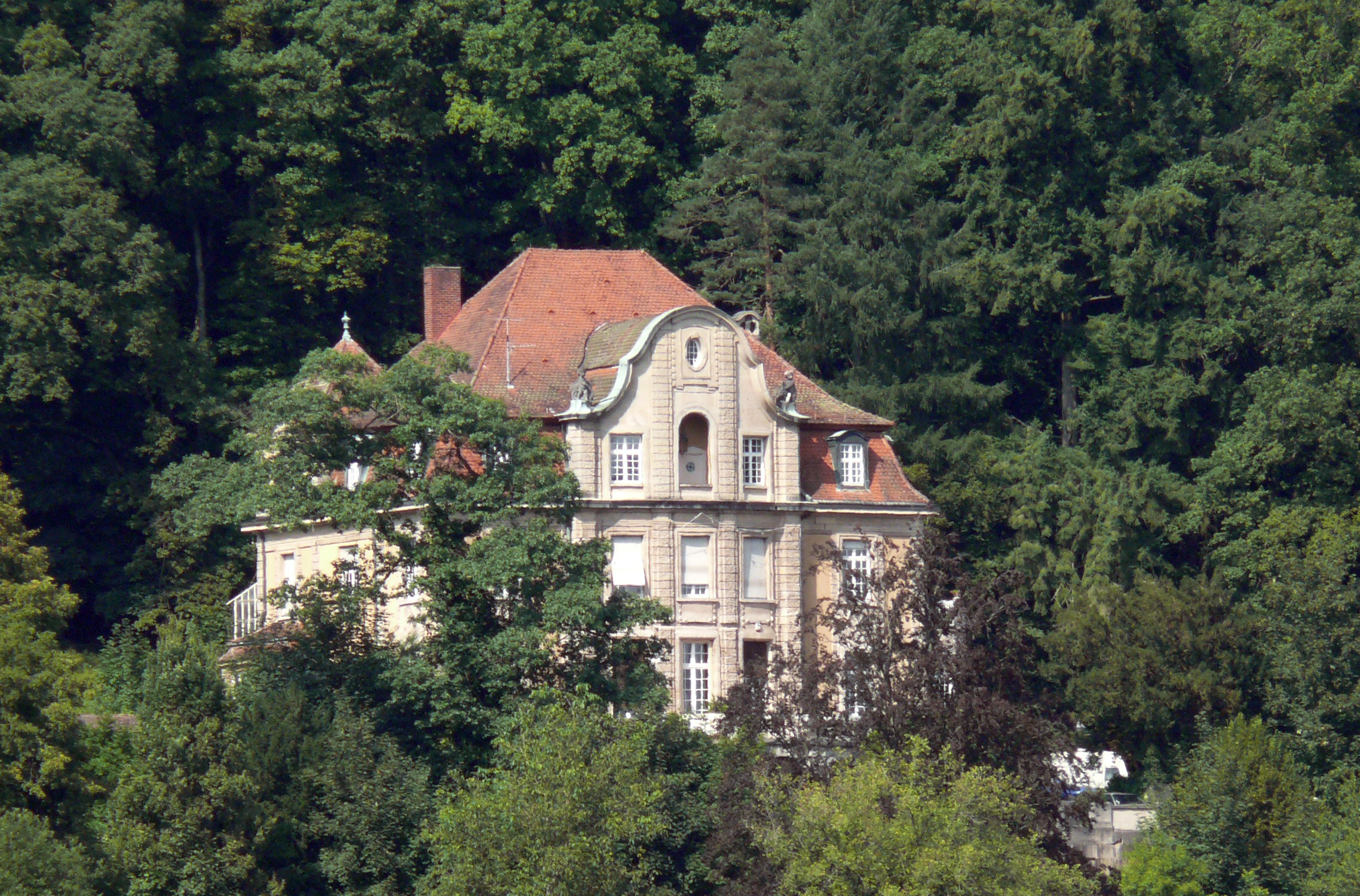
Villa Franck in Murrhardt

Die Villa Franck am Hohenstein 1 in Murrhardt wurde von den Architekten Georg Staehelin und Paul Schmohl als Sommerresidenz für den Industriellen Robert Franck entworfen und 1907 bezogen. Franck leitete das von seinem Großvater Johann Heinrich Franck gegründete Unternehmen Heinrich Franck Söhne, das Kaffeezusatzstoffe herstellte. Der größte Teil des Anwesens, zu dem eine großzügige Parkanlage gehört, steht unter Denkmalschutz.

## Geschichte
Robert Franck, dessen Ehefrau aus Murrhardt stammte, erwarb im Jahr 1897 einen ehemaligen Weinberg des säkularisierten Klosters Murrhardt neben dem Anwesen des Malers Heinrich von Zügel. Die Pflanzen waren in den Jahren zuvor an Falschem Mehltau zugrunde gegangen. Ab 1904 wurde auf dem Anwesen in Südhanglage der künftige Sommerwohnsitz der Familie Franck errichtet. Die Bauakten sind im Stadtarchiv Murrhardt erhalten geblieben; die erhaltenen Teile der Gebäude entsprechen aber nicht in allen Einzelheiten den Zeichnungen. Die Villa Franck bot ihren Bewohnern 1200 Quadratmeter Wohnfläche in 42 Zimmern.
Nach Robert Francks Tod im Jahr 1939 wurde das Anwesen, dessen Unterhalt sehr kostspielig war, verkauft. 1951 ging es in den Besitz des Sozialwerks der Christengemeinschaft über, die bis in die 1990er Jahre dort eine „Wohngemeinschaft im Alter“ betrieb und später das Pflegeheim Haus Hohenstein einrichtete. Seit 2001 wird die Villa Franck von dem Kapellmeister der Stuttgarter Saloniker Patrick Siben genutzt und restauriert. Sie enthält ein Café und wird für Banketts und Veranstaltungen verwendet.

## Beschreibung
Das Hauptgebäude, anfangs auch Villa Hohenstein genannt, hatte seinen Haupteingang auf der Nordseite. Auf dieser Seite der Villa konnten Besucher mit dem Wagen vorfahren und über wenige Stufen ins Innere gelangen, während auf der Südseite eine gewaltige Freitreppe zu überwinden war. Über der Tür des Haupteingangs befand sich ein Relief mit den sieben Plejaden, darüber das große Fenster des Wintergartens, über dem der Name „Hohenstein“, von Rosen umkränzt, eingemeißelt war. Die Südseite des historistisch gestalteten Anwesens wurde in der Manier Palladios in Szene gesetzt: Hinter dem Eingangsportal erwartete den Eintretenden die lange Freitreppe mit einem Brunnenpodest. Sowohl die Stufen als auch die Wangen dieser Treppe wurden aus Maulbronner Buntsandstein gehauen, während die Fassade, das Eingangsportal und Teile des Brunnenpodests mit Steinmetzarbeiten in Crailsheimer Muschelkalk der Gelben Bank geschmückt waren. Die Arbeiten wurden wahrscheinlich von der Satteldorfer Firma Schön & Hippelein ausgeführt.
Für die Altane nach Süden hatten sich Schmohl und Staehelin beim Schloss Solitude bedient und dessen Baluster und Bögen nachgebildet. Davor befand sich ein mediterran bepflanzter Felsengarten. Ein schattenspendender Wandelgang begrenzte auf der Südseite den Rosengarten.
Ein zweites Gebäude auf dem Anwesen war das Haus Cornelia. Es wurde nach dem Lieblingspferd der Familie Franck benannt und als Stallgebäude, Garage und Unterkunft für Bedienstete genutzt, außerdem bot es Platz für eine Ferienwohnung für die Tochter des Hauses, Marianne, und deren Kinder. Das Haus Cornelia war im Schwarzwaldstil gehalten. Es wurde in den 1960er Jahren abgebrochen, damit die Michaelkirche gebaut werden konnte.

## Park
Den 7 Hektar großen Park um die Villa legten der Kunstgärtner Albert Lilienfein und sein Sohn an. Während die Anlagen in unmittelbarer Nähe des Hauses wohlgeordnet erschienen, waren die weiter entfernt liegenden Partien eher im Stil unberührter Natur gehalten. Der Park war mit zahlreichen architektonischen Elementen und Baulichkeiten durchsetzt. Das Rosenparterre etwa, an das sich der Wandelgang und die Pergola anschlossen, war als „Gartenzimmer“ angelegt. Dieses Zimmer im Freien schloss sich an den im Erdgeschoss der Villa befindlichen Billardsaal an. Im Süden vom Wandelgang begrenzt, im Westen von der Pergola und im Norden durch dichtes Buschwerk, war es weder von außen einsehbar noch extremen Witterungseinflüssen ausgesetzt.
Es gab einen Tennis- und einen Reitplatz, eine Gartenhalle am Tennisplatz, eine Scheinruine und zahlreiche Pavillons, von denen zwei, der Liebestempel und die Michaelsburg, erhalten geblieben sind, außerdem zahlreiche Brücken.
Viele Elemente der ursprünglichen Parkgestaltung sind mittlerweile verschwunden oder wurden stark verändert. Das Torhaus etwa wurde in den 1950er Jahren zu einem Hospiz umgestaltet; wenig später folgte ein Umbau mit einer deutlichen Erweiterung nach Westen. Das Lindenplätzchen auf der Ostseite der Villa bestand bis in die 1980er Jahre und musste dann Parkplätzen weichen. Die Freitreppe mit ihren 132 Stufen, die auf Stahlbeton verlegt worden waren, wurde in den 1980er Jahren gesperrt, weil sie ein Sicherheitsrisiko darstellte. Sie wurde in den 2000er Jahren restauriert und ist mittlerweile wieder zugänglich. Der Wandelgang als wetterunabhängige Verbindung zum Haus Cornelia ist erhalten geblieben.
Der Tennisplatz ist samt den ihn umgebenden hohen Linden und den Ballfangnetzen, die im Jahr 2000 entfernt wurden, nicht erhalten geblieben. Er besaß einen Asphaltbelag und war wahrscheinlich der erste Hartplatz in Deutschland. Spuren des Belags, des Randes und der Aufschlaglinien sind noch erkennbar. Er wurde in der Zeit nach dem Zweiten Weltkrieg von der Bevölkerung noch genutzt, bevor in Murrhardt ein Tennisclub gegründet wurde, und verwahrloste dann nach dem Einzug des Altersheimes.
Die Gartenhalle beim Tennisplatz soll auch auf der Weltausstellung in Paris gezeigt worden sein. Sie war im Landhausstil gehalten und besaß einen Fliesenboden und eine bemalte Kassettendecke. Den Tennisspielern bot sie eine Waschgelegenheit. Als Bauwerk ist sie erhalten geblieben, jedoch wegen unfachgemäßer Bedeckung mit einer Plane von Schimmel und anderen Pilzen befallen.
Ein alter Schilfsandsteinbruch wurde von Lilienfein zur Scheinruine umgestaltet. Der Steinbruch wurde möglicherweise schon seit der Römerzeit genutzt und hatte seine größte Ausdehnung um die Mitte des 19. Jahrhunderts, ehe der Eisenbahnbau die Möglichkeit bot, Steine aus weiterer Ferne liefern zu lassen. Unterhalb dieses Steinbruchs wurde ein Weg zu einer Grotte angelegt. Eine Brücke führte zu einem Rindenhaus, das nicht erhalten geblieben ist. Dieser Freisitz besaß eine im Jugendstil verzierte Betonplatte, die als einziger Überrest des Bauwerks noch vorhanden ist, und war mit Sitzkissen und rustikalem Geschirr ausgestattet. Die Brücke dorthin wurde in den 1960er Jahren abgerissen; Teile des Fundaments aus Stampfbeton sind noch zu erkennen. Zwischen den Teilen des Parks unter- und denen oberhalb der Abbruchwand wurde eine sogenannte Himmelsleiter errichtet, deren unterer Teil aus Felsquadern und einer Knüppelbrücke bestand, während der obere Teil direkt in den Fels gehauen wurde. Die steinernen Spuren dieser Himmelsleiter sind noch zu erkennen, die Holzkonstruktionen wurden entfernt. Auch eine unterhalb der Brücke befindliche Kegelanlage ist nicht erhalten geblieben.
Gegenüber der Abbruchwand und leicht nach Süden versetzt wurde auf einem Hügel ein bemalter Monopteros aus Weichholz errichtet, der sogenannte Liebestempel. Er wurde mit einem Kupferdach gedeckt. Dieser Liebestempel steht in der Sichtachse des Balkons und des einstigen Schlafzimmers der Hausbesitzer. Er ist einem ähnlichen, aber größeren Liebestempel im Ludwigsburger Schlossgarten nachempfunden. Abgesehen von den Bänken, die in den 1960er Jahren verlorengingen, ist der Liebestempel weitgehend originalgetreu erhalten geblieben. An wechselnden Standorten, aber immer in der Nähe des Liebestempels, wurde eine lebensgroße Marmorskulptur eines Knaben aufgestellt. Offenbar war diese Skulptur nach der Epoche der Familie Franck umgestürzt und in Vergessenheit geraten. 1957 entdeckte die Heimleitung einen der Füße, der aus einem Laubhaufen im Park ragte, und nahm zunächst an, auf eine Kinderleiche gestoßen zu sein. Nachdem die Marmorfigur wieder ans Tageslicht gebracht worden war, wurde sie verkauft.
Im Park befand sich außerdem am Rand des Reitplatzes eine große Schaukel; im oberen Teil des Parks stand die sogenannte Echo-Bank und den schönsten Aussichtspunkt der Anlage bezeichnete ein Ruheplatz in Form eines Reetdachpilzes. Dieses Bauwerk ist wohl bereits in den 1940er Jahren abgegangen.
Oberhalb des Murrtales stand das ebenfalls reetgedeckte Jägerhaus. Bis in die 1970er Jahre wurde es von Robert Francks Enkel Eberhard Zügel genutzt. Nachdem das Gelände in den Besitz der Stadt Murrhardt übergegangen war, wurde das Gebäude von Vandalen beschädigt und in den 1980er Jahren schließlich abgerissen.
Fast am höchsten Punkt des Parkes wurde das im fernöstlichen Stil gehaltene Teehaus, die Michaelsburg, errichtet. Albert Lilienfein hatte hier hauptsächlich Sandkiefern gepflanzt, um der Umgebung einen mediterranen oder fernöstlichen Anstrich zu geben. Die Vegetation wurde niedrig gehalten, um den Ausblick nicht zu verstellen.
In der Nähe der Villa wurde außerdem ein Fischteich angelegt, der im Sommer zum Schwimmen, Fischen und Bootfahren genutzt wurde und im Winter zur Eisgewinnung diente. Er war zu diesem Zweck als Kaltluftsee angelegt.